# Capnella parva
Capnella parva is een zachte koraalsoort uit de familie Nephtheidae. De koraalsoort komt uit het geslacht Capnella. Capnella parva werd in 1913 voor het eerst wetenschappelijk beschreven door Light. 